# Liste von Sakralbauten in Frankenthal (Pfalz)
Die Liste der Sakralbauten in Frankenthal (Pfalz) listet nach Konfessionen unterteilt die Kirchengebäude und sonstigen Sakralbauten in der rheinland-pfälzischen Stadt Frankenthal (Pfalz) auf.

## Römisch-katholische Kirchengebäude
| Bild | Inneres | Name               | Stadtteil / Lage                                            | Bauzeit    | Anmerkungen / Baustil                                                                                |
| ---- | ------- | ------------------ | ----------------------------------------------------------- | ---------- | --- |
|      |         | St. Dreifaltigkeit | Frankenthal Rathausplatz (Standort)                         | 1748/ 1949 | Barocke Saalkirche; Wiederaufbau der nahezu vollständig zerstörten Kirche nach dem Zweiten Weltkrieg |
|      |         | St. Ludwig         | Frankenthal Vierlingstraße 2 (Standort)                     | 1936       | Kirchengebäude nach den Plänen von Albert Boßlet                                                     |
|      |         | St. Paul           | Frankenthal Bohnstraße 1 (Standort)                         | 1967       | Zeltförmiges Kirchengebäude nach den Plänen von Walter Belz und Prof. Hans Kammerer                  |
|      |         | St. Cyriakus       | Frankenthal/Eppstein Johann-Strauß-Straße (Standort)        | 1765       | Barocke Saalkirche mit gotischem Turm                                                                |
|      |         | St. Thomas Morus   | Frankenthal/Flomersheim Odenwaldstraße 22 (Standort)        | 1970       | Kirchengebäude im Stil des Brutalismus                                                               |
|      |         | Heilig Kreuz       | Frankenthal/Mörsch Hauptstraße (Standort)                   | 1855       | Neuromanisches Kirchengebäude                                                                        |
|      |         | St. Georg          | Frankenthal / Studernheim Frankenthaler Straße 2 (Standort) | 1828/ 1878 | Klassizistisches / neoromanisches Kirchengebäude                                                     |

## Evangelisch-landeskirchliche Kirchengebäude
| Bild | Inneres | Name                 | Stadtteil / Lage                                          | Bauzeit   | Anmerkungen / Baustil                                                                       |
| ---- | ------- | -------------------- | --------------------------------------------------------- | --------- | ------------------------------------------------------------------------------------------- |
|      |         | Zwölf-Apostel-Kirche | Frankenthal Karl-Theodor-Straße 2 (Standort)              | 1823      | Klassizistische Stadtkirche                                                                 |
|      |         | Lutherkirche         | Frankenthal Bohnstraße 16 (Standort)                      | 1964      | Zeltförmiges Kirchengebäude                                                                 |
|      |         | Versöhnungskirche    | Frankenthal Gottfried-Keller-Straße 2 (Standort)          | 1969      | Eine Besonderheit ist die Disposition des Glockengeläuts, das in einem Dur-Akkord erklingt. |
|      |         | Friedenskirche       | Frankenthal Mozartstraße 26 (Standort)                    | 1987      |                                                                                             |
|      |         | Christuskirche       | Frankenthal/Eppstein Weidstraße (Standort)                | 1905      | Neugotisches Kirchengebäude                                                                 |
|      |         | Stephanuskirche      | Frankenthal/Flomersheim Martin-Luther-Straße 9 (Standort) | ~ 15. Jh. | Kirchengebäude mit romanischem Kern                                                         |
|      |         | Christuskirche       | Frankenthal/Mörsch Frühlingsstraße 24 (Standort)          | ~ 1950    |                                                                                             |

## Simultaneum
| Bild | Inneres | Name                   | Stadtteil / Lage                     | Bauzeit | Anmerkungen / Baustil |
| ---- | ------- | ---------------------- | ------------------------------------ | ------- | --- |
|      |         | St. Jakobus der Ältere | Frankenthal Jakobsplatz 1 (Standort) | 1976    | Das ökumenische Gemeindezentrum inklusive der Kirche St. Jakobus der Ältere wird gleichberechtigt sowohl von einer römisch-katholischen, als auch von einer evangelischen Gemeinde genutzt. |

## Weitere Kirchengebäude
| Bild | Inneres | Name                   | Konfession     | Stadtteil / Lage                               | Bauzeit | Anmerkungen |
| ---- | ------- | ---------------------- | -------------- | ---------------------------------------------- | ------- | ----------- |
|      |         | Neuapostolische Kirche | neuap.         | Frankenthal Carl-Spitzweg-Straße 25 (Standort) | 1975    |             |
|      |         | Königreichssaal        | Zeugen Jehovas | Schraderstraße 39                              |         |             |

## Moschee
| Bild | Inneres | Name         | Konfession | Stadtteil / Lage                        | Bauzeit | Anmerkungen                                     |
| ---- | ------- | ------------ | ---------- | --------------------------------------- | ------- | ----------------------------------------------- |
|      |         | Noor-Moschee | Islam      | Frankenthal Adam-Opel-Straße (Standort) | 2022    | Moschee der Ahmadiyya Muslim Jamaat Frankenthal |

## Abgegangene oder profanierte Kirchengebäude
- Erkenbert-Ruine
- Kleine protestantische Pfarrkirche
- Mennonitenkirche Eppstein